# Eddie Mills
Eddie Mills (ur. 30 grudnia 1972 w Kannapolis) – amerykański aktor telewizyjny i filmowy.

## Filmografia
- 1994: Pełna chata jako Arthur
- 1996: Sliders jako D.E.R.I.C.
- 1998: Ally McBeal jako Clinton Gil
- 1998: Słodkie zmartwienia jako David
- 1998: Sabrina jedzie do Rzymu jako Paul
- 1999: Jezioro marzeń jako Tyson 'Ty' Hicks
- 2002: Dotyk anioła jako Joshua Wren
- 2004: Trup jak ja jako Kyle Lowerdeck
- 2006: Jordan w akcji jako szeryf Davey Correll
- 2006: Dr House jako Bob Palko
- 2007: Bez śladu jako Bob Gilchrist
- 2009: CSI: Kryminalne zagadki Nowego Jorku jako Phillip Langdon
- 2015: Nashville jako Casey Rogers
- 2015: Pokojówki z Beverly Hills jako Louie Becker